# Bleisilicat
Bleisilicat ist eine anorganische chemische Verbindung des Bleis aus der Gruppe der Silicate. Neben Bleisilicat existieren weitere Silicate wie Bleiorthosilicat, Pb2SiO4.

## Vorkommen
Bleisilicat kommt natürlich in Form des Minerals Alamosit vor.

## Gewinnung und Darstellung
Bleisilicat kann durch Reaktion von Siliciumdioxid mit Blei(II)-oxid oder Blei(II)-sulfat gewonnen werden.
{\displaystyle \mathrm {PbO+SiO_{2}\longrightarrow PbSiO_{3}} }
{\displaystyle \mathrm {2\ PbSO_{4}+2\ SiO_{2}\longrightarrow 2\ PbSiO_{3}+2\ SO_{2}+O_{2}} }

## Eigenschaften
Bleisilicat ist ein weißer Feststoff, der unlöslich in Wasser ist. Von der Verbindung sind eine stabile und zwei metastabile Modifikationen bekannt. Die stabile Modifikation besitzt eine monokline Kristallstruktur mit der Raumgruppe P2/n (Raumgruppen-Nr. 13, Stellung 2) und den Gitterparametern a = 1123 pm, b = 708 pm, c = 1226 pm und β = 113° 15' sowie zwölf Formeleinheiten pro Elementarzelle.

## Verwendung
Bleisilicat wurde in Farben und als Hitzestabilisator verwendet.